# جائزة جنوب إفريقيا الكبرى 1975
جائزة جنوب أفريقيا الكبرى 1975 هو سباق فورمولا 1 أقيم بتاريخ 1 مارس 1975 في خاوتينغ، جنوب أفريقيا. كان الثالث من أصل 14 في بطولة العالم لسباقات الفورمولا واحد موسم 1975. حلّ الجنوب أفريقي جودي شيكتر أولا بينما جاء الأرجنتيني كارلوس ريوتيمان في المركز الثاني وحصل على المركز الثالث الفرنسي باتريك ديبايلير.